# Sant'Ambrogio (poesia)
Sant'Ambrogio è un poesia di Giuseppe Giusti.
Probabilmente è una delle poesie più famose del poeta, un tempo studiata nelle scuole italiane ed inserita in numerose antologie.
La poesia si rivolge a una fantomatica "eccellenza" che non ama il poeta per le sue poesie contro il potere stabilito e racconta un episodio probabilmente realmente accaduto nella chiesa di Sant'Ambrogio a Milano in cui il poeta, in compagnia del figlio di Alessandro Manzoni si imbatte nelle truppe di occupazione.
La musica è il tramite che permette al poeta di comprendere il popolo apparentemente nemico, comprenderne la sofferenza, provare empatia.
Pur nel classico tono scherzoso e ironico tipico della poesia del Giusti questa poesia raggiunge momenti alti di commozione e di riflessione che la rendono, forse, la più bella poesia del poeta.